# Bording
Bording er en by i Midtjylland med 2.395 indbyggere  (2024), beliggende i Bording Sogn. Byen ligger i Ikast-Brande Kommune og hører til Region Midtjylland.
Bording har tilkørsel til primærrute 15, som er motorvej mellem Aarhus og Herning. 
Bording er desuden stationsby på jernbanestrækningen mellem Herning og Silkeborg. Før jernbanens åbning i 1876 eksisterede byen ikke.
Godt 4 km nordvest for Bording ligger landsbyen Bording Kirkeby, opkaldt efter Bording Kirke som ligger dér. Bording Kirkeby er det oprindelige Bording. Men efterhånden overtog stationsbyen navnet og det oprindelige Bording fik tilføjelsen “Kirkeby”.